# Sábado gigante
Sábado gigante (también llamado Sábados gigantes) fue un programa de televisión de origen chileno, presentado por Mario Kreutzberger «Don Francisco» y producido por Canal 13 (1962-1992), Spanish International Network (1986-1987) y Univision (1987-2015).
Fue transmitido por primera vez en Chile el 5 de agosto de 1962 —lo cual lo convirtió en el programa más antiguo en la historia de la televisión chilena—, por lo que fue certificado por el Libro Guinness de los récords como el «programa de variedades con mayor duración al aire», marca que ostentó hasta 2016, cuando fue superado por el programa de variedades brasileño Programa Silvio Santos. Fue transmitido por diferentes televisoras de cuarenta y tres países.
El programa, que se grababa previamente —y en ocasiones especiales se transmitía en directo para los televidentes en Chile o Estados Unidos—, no emitía episodios repetidos y tenía una duración de entre dos y cuatro horas. Su formato incluía artistas invitados, concursos, entrevistas, humor y presentación de variedades. Del mismo se producían cuatro versiones diferentes —para los mercados de Chile, Estados Unidos, México y el resto del mundo—, variando entre ellos los avisos comerciales y algunos contenidos puntuales.
Tras 53 años de emisión ininterrumpida, la cadena Univision anunció a través de un comunicado el 17 de abril de 2015 que el programa se emitiría por última vez el 19 de septiembre de 2015, bajo el nombre Sábado gigante: Hasta siempre.

## Historia

### Chile

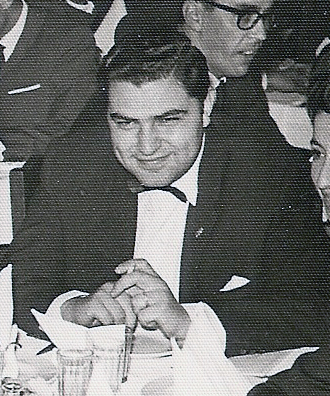
Mario Kreutzberger «Don Francisco», presentador del programa, 1965.

Desde su origen en 1962, el programa fue presentado por el chileno de origen judío-alemán Mario Kreutzberger, más conocido como Don Francisco, en ocasiones acompañado por uno o más coanimadores, quien ofreció la idea a una naciente estación de televisión universitaria chilena, la Corporación de Televisión de la Universidad Católica de Chile, conocida actualmente como Canal 13.
Fue transmitido por primera vez el domingo 5 de agosto de 1962 bajo el nombre de Show dominical. Sin embargo, y tras sus primeras emisiones, fue cancelado y Don Francisco, despedido del canal. El reclamo del público que lo había hecho su favorito hizo que lo recontrataran, dando paso a la conducción de un programa de variedades, concursos, entrevistas, música y humor. Durante el período en que estuvo fuera del aire, el espacio fue reemplazado por shows dominicales llamados Sorpresa, conducidos desde el 26 de agosto por el locutor Jaime Román.
El 3 de abril de 1965, y conservando su formato original, pasó a los días sábados, cambiando su nombre a Sábados alegres, iniciado como un programa estelar de una hora de duración; debido al éxito, el 5 de junio del mismo año fue creado un programa de larga duración bautizado como Sábados gigantes. A partir del 10 de abril de 1971 ambos programas se fusionaron, conservando el nombre con que se conoce hasta hoy.
En un comienzo, los medios de comunicación chilenos criticaron masivamente al animador, acusándolo de no ser profesional y de burlarse de los concursantes y el público de su programa. Así, decidió innovar en la tradicional producción televisiva de ese entonces y contrató periodistas que lo asesoraran en el contenido de su programa.
Pese a las críticas, Sábados gigantes fue un éxito de audiencia en Chile. Durante las décadas de 1970 y de 1980, era transmitido en directo y obtenía cerca del 80 % de sintonía, transformándose en la compañía obligada para las familias chilenas en las tardes de sábado. Debido a su éxito de audiencia en su época de producción en Chile, llegó a ser transmitido durante 7 horas y 15 minutos continuos (13:15 a 20:30, hora chilena, en 1986 y 1987). En las temporadas de verano, entre enero y mediados de abril o mayo, el horario de emisión era desde las 16:00 hasta las 20:30, hora chilena.
El programa no tuvo competidores en la programación sabatina chilena. Intentos fallidos fueron Gran sábado gran (Canal 9, 1966-1968), La gran tarde del sábado (TVN, 1975), La tarde grande (Teleonce, 1981-1983), Sábado espectacular (TVN, 1986) y Porque hoy es sábado (TVN, 1988). Solo pudo hacerle competencia Sábados en el 9, producido por el Canal 9 de la Universidad de Chile entre 1970 y 1973. Incluso, durante algunas semanas, Enrique Maluenda destronó a Don Francisco, lo que casi hizo desaparecer Sábados gigantes. Canal 13 pensó en acortarlo y luego cancelarlo, mientras Don Francisco estuvo a punto de irse a la televisión costarricense; sin embargo, la ida de Enrique Maluenda a Puerto Rico y la toma de Canal 9 por sus trabajadores a inicios de 1973 hizo que terminara Sábados en el 9 y no Sábados gigantes.
Un poco antes de que llegara la transmisión en color a Chile (1978), Sábados gigantes incorporó un segmento de niños, denominado el Clan Infantil, donde además hasta se realizaba un festival de la canción de niños que se consolidó en 1983. Este espacio mostraba niños de entre 7 y 12 años, que bailaban y cantaban todos los sábados. Recordada es la participación de menores en la serie de sketches «Jugando al papá y la mamá», donde precoces artistas actuaban representando a adultos en segmentos humorísticos previamente grabados. Asimismo, se incluyó a niños que comentaban diferentes temas de interés junto a Don Francisco, quien actuaba como moderador. Entre el 7 y el 8 de agosto de 1987, Canal 13 celebró los 25 años del programa con una maratónica emisión de 25 horas. Durante la década de 1980 y hasta 1992, Sábados gigantes fue la principal vitrina y lugar de debut de muchos artistas chilenos.[cita requerida]
Producto de enfermedades, en diversas ocasiones Don Francisco no pudo presentar el programa y también se hicieron transmisiones en Chile y fue reemplazado por otros animadores como Tommy Davies, Miguel Davagnino, Emilio Rojas, César Antonio Santis, Pepe Guixé, David Raisman, Enrique Bravo Menadier, Rafael Benavente, Armando Navarrete, Antonio Vodanovic, Fernando Kliche, Francisco López, Eduardo de la Iglesia y Vivi Kreutzberger.[cita requerida] También estuvo ausente cuando falleció su madre en 1974, siendo reemplazado por Julio Jung y Armando Navarrete.

### Internacionalización
Producto del éxito indiscutido del programa en Chile, Don Francisco inició un desafío aún mayor: decidir la internacionalización de su programa sabatino. Sus primeras negociaciones con altos ejecutivos estadounidenses fueron en 1984, que llegaron a puerto y de esa forma el 12 de abril de 1986, se transmitió el primer Sábado gigante (ahora con título en singular) para el público hispano de Estados Unidos a través de la cadena Spanish International Network (SIN), actualmente Univision. Desde el comienzo, y hasta 1987, esta versión del programa fue conducida por el actor cubano Rolando Barral, siendo coanimada por Don Francisco, quien en ese entonces era un desconocido para el público latino de Estados Unidos.
Durante el periodo 1986-1992, fue realizado tanto en Chile como en los Estados Unidos, utilizando contenidos producidos en ambos países de forma simultánea. Desde 1993, la producción se realizó de manera íntegra en los estudios de Univision en Miami y los contenidos se distribuyeron a diferentes emisoras de 43 países.
La fórmula televisiva resultó exitosa y el público hispano de los Estados Unidos la prefirió, lo que hizo que el programa cumpliera un rol unificador de la comunidad latina de dicho país, e hiciera pública y evidente el aporte y la presencia hispana en los Estados Unidos. No obstante, en Chile se criticó su falta de identidad local tras la internacionalización y la audiencia descendió. Así, el 17 de julio de 1999, y buscando cautivar a un público que veía el programa como algo ajeno a la cultura chilena que lo había visto nacer, Canal 13 incluyó un nuevo segmento en el programa, con contenidos íntegramente producidos en Chile y conducidos por Vivi Kreutzberger, hija del histórico animador del programa.
Entre julio y octubre de 2002, tanto en Chile como en Miami, se desarrolló la celebración de los 40 años del programa en una serie de recuentos de las entregas más recordadas e importantes. En Chile, se emitió en octubre de ese año un programa especial, en franjas vespertina y estelar, donde aparecieron el animador oficial, Don Francisco, su hija, Vivi Kreutzberger, la encargada de la versión chilena del espacio televisivo entonces, una serie de personajes que estuvieron presentes a lo largo de las cuatro décadas (Mandolino, Yeruba, Daniel Vilches y Eduardo Riveros, entre otros) e invitados nacionales e internacionales. En Miami, durante ese mismo mes, se realizó un programa especial, con exposición de vídeos de recuentos y recuerdos, junto con la presencia de invitados internacionales. En 2007, la presentadora del segmento chileno de Sábado gigante, Vivi Kreutzberger, dejó el programa por motivos de salud. Canal 13 decidió entonces retomar la emisión internacional del programa y dejar de producir contenidos locales para ese público.
Tras la autorización del gobierno de Cuba, en marzo de 2008, respecto de la venta de equipos reproductores, computadoras y otros electrodomésticos, la renta de DVD duplicados ilegalmente se masificó en ese país. Dentro de los videos más solicitados, se encuentran los programas Sábado gigante y Don Francisco presenta.
En agosto de 2012, el programa cumplió 50 años al aire. En Estados Unidos, Univision emitió el 27 de octubre de dicho año una gala de celebración con artistas internacionales. En Chile, Canal 13 realizó cuatro programas estelares entre el 18 de agosto y el 8 de septiembre con lo mejor de su historia y artistas invitados. Durante diciembre de ese mismo año, Canal 13 reemitió el especial realizado en agosto en reemplazo de la versión internacional, y tras el término de esto, sacó de su programación al espacio televisivo.

## Cronología
- 1962, 5 de agosto: primer programa de Show dominical, antecedente de Sábados gigantes.
- 1965: Show dominical cambia de día y nace Sábados gigantes, emitiéndose todos los sábados.
- 1974, 31 de agosto: es uno de los pocos programas de Sábados gigantes en el cual Don Francisco ha estado ausente, puesto que tres días antes había fallecido su madre. Esa emisión estuvo animada por el actor Julio Jung y Armando Navarrete, actor cómico conocido por su personaje Mandolino.[18]
- 1975: Sábados gigantes organiza el concurso de belleza masculina Míster Chile.
- 1976: El programa toma una versión estelar llamada Sábados gigantes estelares, que es dirigido por Gonzalo Bertrán, se transmite a las 21:30 horas y dura hasta 1978.
- 1978, 15 de abril: Sábados gigantes comienza a emitirse en colores. Meses más tarde, por la muerte de los papas Pablo VI y Juan Pablo I, el programa no se emite, debido a que Canal 13 era entonces propiedad de la Iglesia católica.
- 1982, agosto: Sábados gigantes cumple 20 años al aire y en agosto se realiza un programa especial.
- 1983: Sábados gigantes se comienza a realizar desde los nuevos estudios de Canal 13 en Inés Matte Urrejola 0848 después de 21 años realizándose desde los antiguos estudios del canal en Lira 46 al lado de la Casa Central de la Pontificia Universidad Católica de Chile.
- 1986, 12 de abril: Comienza el primer programa de entretenimiento de Sábado gigante en Estados Unidos por WLTV-DT de SIN.
- 1987, 7 y 8 de agosto: se transmite un programa especial de larga duración (25 horas) para celebrar los 25 años de la emisión por Universidad Católica de Chile Televisión en Chile y Univision en los Estados Unidos.
- 1988, 18 de marzo: Sábado gigante celebra 100 capítulos grabados en Estados Unidos.
- 1988, abril: Se comienza a emitir el programa "Sábado Gigante Internacional" por Canal 9 de Perú.
- 1990, 18 de febrero: Sábado gigante celebra 200 capítulos grabados en Estados Unidos.
- 1991, 6 de abril: Se comienza a integrar los contenidos de Chile y Estados Unidos en uno solo, aunque en Santiago se mantienen secciones y concursos exclusivos para el público local llamándose Sábados gigantes internacional.
- 1991, 22 de junio: debido al trágico aluvión que afectó a la ciudad de Antofagasta y que causara la muerte de 92 personas y dejara 16 desaparecidos, Sábados gigantes internacional realiza un programa especial, llamado  Porque somos solidarios  que comienza en los estudios del programa y finaliza pasado el horario estelar con una transmisión en directo desde el Estadio Sokol de esa ciudad. En la campaña, varios rostros del canal estuvieron recorriendo los lugares más afectados de la ciudad. En mayo de 1993, volvería hacer un programa similar, llamado Solidarios Siempre. En esta ocasión la intención del especial fue de recolectar ayuda para las personas afectadas por el trágico aluvión de la Quebrada de Macul.
- 1991, 29 de junio: Se cambia el nombre del programa llamado Sábado gigante internacional.
- 1991, 7 de julio: Sábado gigante internacional inicia sus transmisiones en Colombia pero se emitieron los domingos con el nombre de El Show de Don Francisco y seis meses después en 1992 se emiten los sábados habitualmente hasta 2000.
- 1992, 18 de enero: Sábado gigante internacional se comienza a transmitir en toda Venezuela a través del canal 4 Venevisión, canal socio de Univision en Miami. Al principio fue los días sábados de 2:30 p. m. hasta las 5:00 p. m., luego en septiembre de 1993 pasa al horario de las 10:00 a. m. los días sábados (sólo dos horas); posteriormente es trasladado a los días lunes a las 6:30 p. m. en 1994 y se le acuña el nombre de Gigantísimo hasta el año 2002 cuando se traslada a los días jueves sin éxito alguno. Finalmente, se transmitió los días domingo en la madrugada hasta su cancelación definitiva.
- 1992, 29 de agosto: con un programa especial que se extiende hasta el horario estelar, Sábado gigante internacional celebra sus 30 años en pantalla.
- 1992, 5 de diciembre: Sábado gigante internacional inicia su transmisión por Canal 2 de Televisa para todo México.
- 1992, 26 de diciembre: se realiza el último programa grabado en Chile, luego de cumplir 30 años.
- 1993, 2 de enero: Sábado gigante internacional comienza a producirse de manera íntegra en Estados Unidos.
- 1993, Se comienza a emitír el programa "Sábado Gigante Internacional" por América Televisión en Perú.
- 1993, 8 de diciembre: debido a la elección presidencial que se realizó en Chile el sábado 11 de diciembre, el programa se emite por única vez en día miércoles, debido a una programación especial alusiva a los comicios. Años más tarde, debido a partidos de la selección chilena de fútbol emitidos por el canal, el programa se traslada al domingo.
- 1993, 18 de diciembre: Sábado gigante celebra 400 capítulos grabados en Estados Unidos.
- 1995: Sábado gigante internacional se comienza a transmitir en toda la Argentina a través del Canal 9 Libertad.
- 1995, 18 de noviembre: Sábado gigante celebra 500 capítulos grabados en Estados Unidos.
- 1996: Sábado gigante internacional es el programa de televisión más visto en Chile, América Latina, Estados Unidos y el resto del mundo.
- 1997, 18 de octubre: Sábado gigante celebra 600 capítulos grabados en Estados Unidos.
- 1999, 10 de abril: debido a la muerte del cardenal Raúl Silva Henríquez no se emite el programa correspondiente a esa fecha.
- 1999, 17 de julio: Comienzan los segmentos del programa en Chile con Vivi Kreutzberger en Canal 13.
- 1999, 18 de septiembre: Sábado gigante celebra 700 capítulos grabados en Estados Unidos.
- 2001: Don Francisco ingresa al Libro Guinness de los Récords tras cumplir 40 años conduciendo el programa.
- 2001, 18 de agosto: Sábado gigante celebra 15 años y 800 capítulos grabados en Estados Unidos.
- 2002: se celebran los 40 años del programa en Chile. El programa central se emite en directo el 5 de octubre de ese año en franjas vespertina y estelar; una semana más tarde se realiza una celebración similar en Univision.
- 2003, 18 de julio: Sábado gigante celebra 900 capítulos grabados en Estados Unidos.
- 2005, 2 de abril: El programa no fue emitido por la muerte del papa Juan Pablo II.
- 2005, 18 de junio: Sábado gigante celebra 1000 capítulos grabados en Estados Unidos.
- 2006: el programa celebra 20 años en Estados Unidos.
- 2007, Marzo: Se suspenden los segmentos del programa en Chile a través de Canal 13 por motivos de salud de la Vivi Kreutzberger.
- 2007, agosto: es el 45.º aniversario del programa en Chile.
- 2007, abril; se presenta una simpática niña llamada Rebbeca Marie Gomez pero ordena a la producción que la nombre Becky Gomez al momento de hacer su presentación de doblaje de Selena Quintanilla en un homenaje especial póstumo realizado por niños.[19]
- 2008, 6 de septiembre: Se relanza el programa en Estados Unidos con escenografía de pantallas gigantes y monitores pequeños LCD.
- 2010, 23 de enero: Debido al terremoto de Haití, el programa trasmite un especial llamado Unidos por Haití con el fin de recaudar fondos para ese país.
- 2010, 18 de diciembre: el programa es emitido por primera vez en alta definición para televisores con dicha tecnología y en letterbox para televisores tradicionales (análogos).
- 2011, 7 de mayo: en Chile se comienza a preparar la celebración de los 50 años del programa con la emisión de algunos fragmentos emitidos en los primeros 30 años, principalmente en la década de oro del programa. A todo lo anterior, se suman algunos testimonios de importantes personajes relacionados al programa, como el maestro Valentín Trujillo (director de orquesta del programa durante más de 40 años), Gloria Benavides (cantante y comediante chilena con sus personajes como la Tía Tute y la Cuatro Dientes) y la coreógrafa Karen Connolly, así como también artistas y deportistas, como José Alfredo Fuentes, Andrea Tessa y Carlos Caszely, entre muchos otros.
- 2011, 3 de septiembre: el programa no se emite por la cobertura de la tragedia de Juan Fernández, que transmitió el Departamento de Prensa de Canal 13.
- 2012, 18 de agosto: en Chile, Canal 13 realiza cuatro programas estelares con motivo de los 50 años de Sábado gigante con grandes invitados. Esta gala tiene cuatro noches y se prolonga entre el 18 de agosto y el 8 de septiembre.
- 2012, 27 de octubre: Se emite en Miami una edición internacional de gala por los 50 años del espacio. En ella se regaló, además, un premio de 50 mil dólares.
- 2012, 20 de diciembre: Canal 13 decide bajar de su programación a Sábado gigante, luego de 50 años ininterrumpidos de transmisión.
- 2014, 4 de enero: Sábado gigante se vuelve a emitir en Colombia después de 14 años sin emisiones.
- 2014, 29 de noviembre: el programa no fue emitido debido a la muerte de Roberto Gómez Bolaños, más conocido como Chespirito, quien falleció el día anterior. Univision emitió el programa América celebra a Chespirito, un homenaje transmitido en México el 29 de febrero de 2012, dos años antes de su muerte.
- 2015, 17 de abril: A través de un comunicado, Univision anuncia el fin de las emisiones de Sábado gigante tras 53 años, lo cual ocurrió el 19 de septiembre de ese mismo año. La cadena confirmó además que Mario Kreutzberger Don Francisco permanecerá como rostro «en nuevos proyectos y conduciendo programas especiales de entretenimiento y campañas como 'Teletón USA'». Don Francisco declaró «con emoción» que el anuncio marcaba el camino para «concluir este exitoso ciclo de 53 años [...], 30 de los cuales fueron posibles gracias a Univision en los Estados Unidos, y que sin duda han sido fundamentales en el desarrollo de mi carrera y mi vida personal y familiar».
- 2015, 3 de agosto: Canal 13 comienza a preparar el fin del programa más longevo de la televisión chilena, emitiendo de lunes a viernes a las 12:00 el programa Homenaje gigante, donde se recuerdan los mejores momentos en los 53 años de Sábado gigante.
- 2015, 19 de septiembre: Último capítulo de Sábado gigante, que contó con diversos saludos y numerosas estrellas. Para esta ocasión, Canal 13 vuelve a emitir Sábado gigante luego de 3 años, emitiendo en diferido el programa, en conjunto con secciones agregadas especialmente para Chile. Conducido localmente por Eduardo Fuentes y Montserrat Álvarez desde Miami.

## Reparto

### Chile (1962-1986)
- David Raisman (productor hasta 1968)
- Antonio Menchaca (productor hasta 2003)
- Jorge Soissa (productor)
- Arturo Nicoletti (director)
- Reynaldo Sepúlveda (director)
- Eduardo Domínguez (director hasta 1992)
- Valentín Trujillo (pianista y director musical desde 1964 hasta 2006)
- Jorge Mödinger (editor periodístico entre 1974 y 2015)
- Armando Navarrete, Mandolino (comediante)
- Gloria Benavides, La Cuatro Dientes (comediante)
- José Pizarro, Pepe Yeruba (locutor y coanimador desde 1979 hasta 1990)
- Eduardo Riveros (coanimador entre 1990 y 1991)
- Enrique Pino (pronter de Don Francisco desde 1979 hasta 1992, más los aniversarios del programa)

### Chile/Estados Unidos (1986-1992)
- Antonio Menchaca (productor hasta 2003)
- Jorge Mödinger (editor periodístico hasta 1992)
- Héctor Olave (productor periodístico hasta 1990)
- Eduardo Riveros (locutor y coanimador chileno)
- Pedro de Pool (1988-1991)
- Javier Romero (locutor cubano y coanimador desde 1991 hasta 2015)
- Christian Gordon (locutor y coanimador chileno)

### Estados Unidos (1993-2015)
- Antonio Menchaca (productor hasta 2003)
- Errol Falcón (director)
- Vicente Riesgo (director)
- Héctor González (productor)
- Marcelo Amunátegui (productor general desde 2003)
- Antonio "Cuco" Arias (productor)
- Maitén Montenegro (productora musical hasta 2006)
- Lili Estefan (modelo desde 1986 hasta 1998)
- Sissi Fleitas (modelo / copresentadora desde 1998 hasta 2005)
- Rashel Diaz (modelo / copresentadora desde 1994 hasta 2003)
- Carolina Ramírez (modelo / copresentadora desde 2010; primera finalista de Nuestra Belleza Latina 2010)
- Alejandra Espinoza (modelo / copresentadora desde 2008 hasta 2014; ganadora de Nuestra Belleza Latina 2007)
- Rosina Grosso (modelo / copresentadora)
- Karol Rosa (modelo / copresentadora)
- Elvis Manuel González
- Claudia Molina (modelo / copresentadora hasta 2010)
- Mariela Encarnacion (modelo / copresentadora)
- Vanessa de Roide (modelo / copresentadora)
- Jessica Mas (modelo / copresentadora desde 2002 hasta 2005)
- Nanci Guerrero (modelo)
- Alina Robert (modelo / copresentadora)
- Paul Stanley (copresentador desde 2014)
- Carlos McConnie (copresentador (desde 2013)
- Aleyda Ortiz (modelo / copresentadora desde 2014; ganadora de Nuestra Belleza Latina 2014)

### Chile (1999-2007)
- Vivi Kreutzberger (presentadora hasta 2007)
- Pedro Montero (director hasta 2008)
- Alfredo García (productor hasta 2008)
- José Martínez (productor)

En 2007 ocurrió un cambio, ya que Vivi Kreutzberger se enfermó y la versión chilena del programa tuvo que ser suspendida, hasta que semanas después la versión Internacional realizada en Miami, terminó por reemplazar al programa realizado por Vivi en Chile, hasta que el programa sale del aire en 2012.

## Emisión internacional
Sábado gigante, además de emitirse en Chile por Canal 13 hasta 2012 y en los Estados Unidos por Univision, se transmitió por:
| País                 | Cadena                                                                                    | Notas |
| -------------------- | ----------------------------------------------------------------------------------------- | --- |
| Argentina            | Canal 9 Libertad (1995-1999) Azul TV (2000-2002) Canal 9 (2002-2015)                      | |
| Belice               | Channel 5                                                                                 | |
| Bolivia              | Red ATB (1989-2007) Red UNO (2008-2015)                                                   | Red ATB emitía con bastante éxito el programa hasta 2007, y desde 2008 se emitió por Uno, en el lapso de 2010-2013 la cadena era la más vista en el país los sábados en el Primetime. El último programa de Sábado Gigante rompió récord en audiencia (según estadísticas). |
| Canadá               | TLN                                                                                       | |
| Colombia             | Canal A, Canal Capital y Canal Uno                                                        | Se transmitía en julio de 1991 con el nombre de El show de Don Francisco y era emitido por la programadora Cromavisión los domingos entre las 16:30 y 18:30 por la Cadena Dos de Inravisión; después en 1992 lo transmitió Coestrellas los sábados de 15:00 a 17:00 por el Canal A, pero más tarde cambió de nombre a Sábado gigante y fue transmitido a finales de 1993 por RTI Televisión los sábados de 10:00 a 12:00 por la Cadena Uno, más adelante en 1997 lo transmitió el Canal Capital los sábados a las 18:00, luego en 1998 lo presentó Datos y Mensajes y CPT Televisión los sábados de 13:00 a 14:30 por el Canal A y desde el 4 de enero de 2014 lo transmitió por el Canal Uno a través de la programadora NTC Televisión los sábados a las 20:00 y a las 22:15 hasta el 26 de diciembre de 2015. |
| Costa Rica           | Teletica Canal 7 (1988-2002) Repretel Canal 11 (2003-2007) y Repretel Canal 6 (2008-2015) | Fue transmitido por 14 años de 1988 al 2002 en Teletica Canal 7 los sábados a las 17:00, luego del 2003 al 2007 fue transmitido por Repretel Canal 11 los sábados a las 19:00, en el 2008 comenzó transmisiones en su canal hermano Repretel Canal 6 los sábados a las 13:00, horario que se mantuvo hasta el 2012. Y del 2013 al 2015 Repretel canal 6 transmitió Sábado Gigante los sábados a las 20:00 |
| Cuba                 | Cubavision Tunasvision                                                                    | |
| Ecuador              | RTS Ecuavisa Gamavisión Telerama                                                          | |
| El Salvador          | Telecorporación Salvadoreña                                                               | Canal 4 (1987-2006) y Canal 6 (2006-2015) |
| España               | Varias                                                                                    | |
| Guatemala            | Canal 3 (1989-1992) y Canal 7 (1993-1995) (1996-2015)                                     | Era transmitido por Canal 3 entre 1989 y 1992 los sábados de 16:00 a 20:00 horas. Entre 1993 y 1995, pasó a emitirse por Canal 7 los sábados de 17:00 a 21:00 horas. En 1996 regresó a la programación de Canal 7, pero cambió de horario y empezó a emitirse los sábados de 18:00 a 21:00 horas. A partir de septiembre del 2015 hasta enero de 2016 se comenzaron a transmitir repeticiones de emisiones antiguas. |
| Honduras             | Corporación Televicentro (Canal 5)                                                        | Era transmitido todos los sábados de 18:00 a 21:00 horas. |
| México               | Las Estrellas 4TV Canal 2 Nuevo Laredo Unicable                                           | |
| Nicaragua            | Ratensa (Canal 10)                                                                        | Era transmitido por Canal 10 a partir de las 18:00. Aunque también el programa fue transmitido por Canal 2 desde hace muchos años, pero a partir de marzo de 2015 dejó de transmitirlo. |
| Panamá               | Telemetro Canal 13 RPC TV Canal 4                                                         | Era transmitido por Canal 13 los domingos a partir de las 13:30. Desde 2013 pasó a emitirse por RPC TV Canal 4, pero a partir de septiembre de 2015 dejó de emitirlo. |
| Paraguay             | Canal 13, Telefuturo, Latele, Unicanal y el SNT                                           | Era transmitido por Canal 13 RPC y por el SNT en ese entonces como Canal 9 TV en diferido en 1989. A partir de noviembre de 1997 también se transmite en diferido por Telefuturo. Entre 2000 y 2005, se emitió únicamente por Telefuturo; luego el programa se trasladó al SNT desde noviembre de 2005 hasta diciembre de 2007 cuando se traslada a Canal 13. Poco después nuevamente se cambió de canal y se transmitió por Latele en 2008 hasta mediados de 2009 y pocos después se traslada a él SNT Canal 9 desde finales de 2009 hasta 2015 y desde octubre de 2015 hasta marzo de 2016 se emitía repeticiones aunque fue también emitido en directo por Unicanal desde 2000 hasta 2004.[cita requerida] |
| Perú                 | Varios                                                                                    | Emitido por Canal 9 / Andina de Televisión ATV (1989-1992; 2001-2014), América Televisión (1994-2000) y Red TV (2015). En todas sus transmisiones se emitió en diferido. |
| Puerto Rico          | Varios                                                                                    | Se transmitió por primera vez por Tele 11, y entre el 12 de abril de 1986 y el 19 de septiembre de 2015, por Univisión Puerto Rico. |
| República Dominicana | Telemicro (Canal 5) y Telecentro                                                          | |
| Uruguay              | Saeta TV Canal 10                                                                         | Emitido con el nombre "El Show de Don Francisco" en las décadas de 1980 a 2000 (18 a 21). Luego volvió a emitirse desde 2003 hasta 2004 (20 a 23), regresó años más tarde en 2010 (16 a 18:30) pero a los pocos meses fue levantado de la programación del canal por bajo índice de audiencia. En 2015, el canal VTV comienza a emitir el último programa. |
| Venezuela            | Venevisión y Venevisión Plus                                                              | Era emitido con el nombre de Gigantísimo, los lunes de 18:00 a 21:00, debido a que tienen su propio programa de variedades llamado Super Sábado Sensacional. |